# Часкі

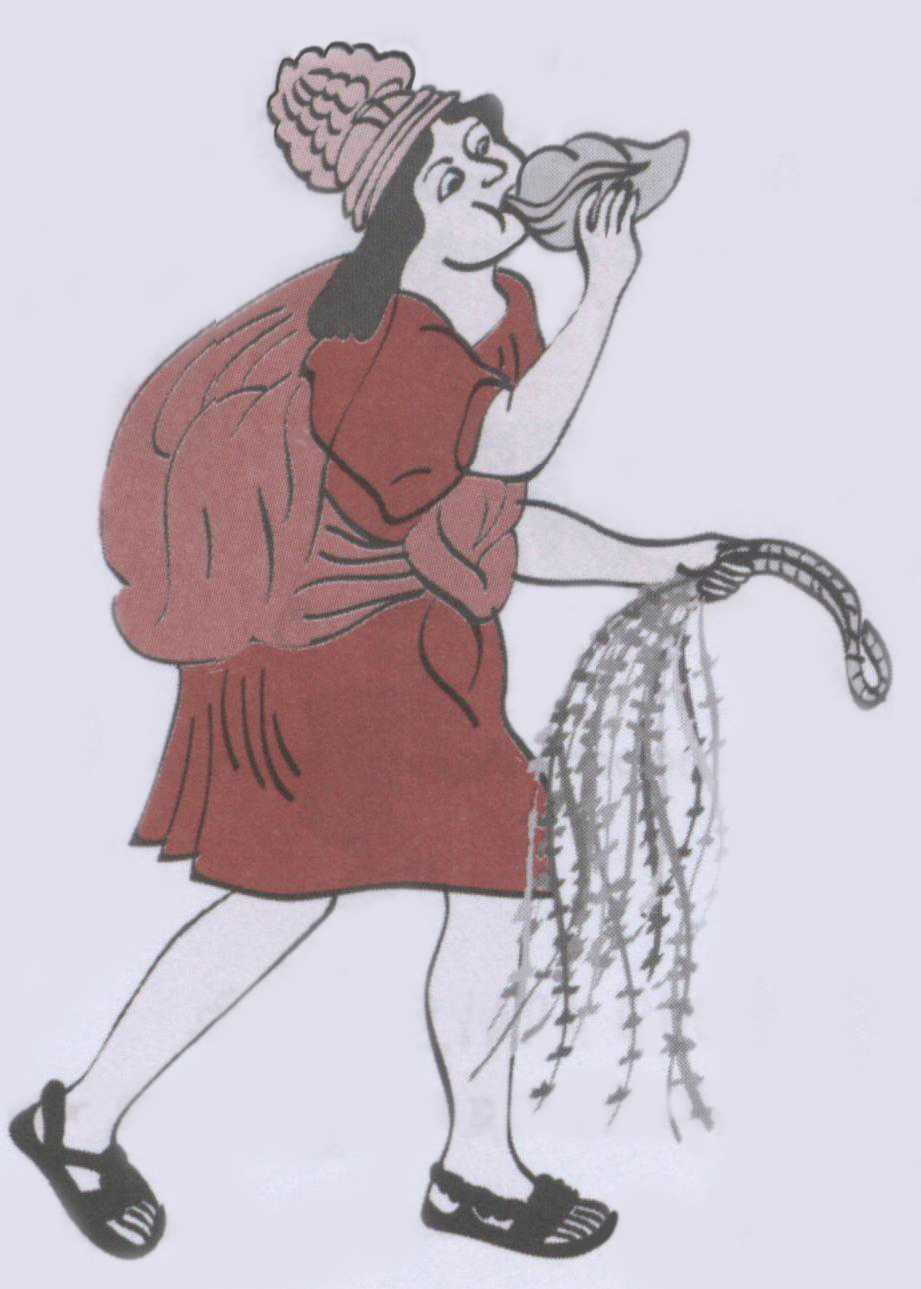
Часкі, що трубить у мушлю «путуту» (Felipe Guamán Poma de Ayala, 1616).

Часкі (кеч. Chasqui або Chaski) — працівники державної пошти Тауантінсую, добре треновані бігуни, що доставляли повідомлення та інші об'єкти, необхідні для імператорського двору Сапа Інки та бюрократичної системи держави.
Часкі переносили посилки на відстані у тисячі кілометрів добре розвинутою мережею доріг та підвісних мостів інків, що простягнулася в андійських районах сучасних Перу і Еквадору та до деяких прибережних ділянок цих країн та ділянок Колумбії, Болівії, Аргентини і Чилі.
Кожний часкі мав при собі зроблений з мушлі духовий інструмент «пупуту» для повідомлення про своє наближення, кіпу з мнемонічним записом інформації, яку переносив часкі, та сумку «кіпі» на спині для перенесення посилок. Для їх підтримки була створена система станцій «тампу», де часкі передавали посилку або повідомлення іншому часкі та мали змогу відпочити до отримання наступного повідомлення. Така система значно прискорювала передачу повідомлень, в результаті посилка з Куско досягала Кіто (на відстані майже 2000 км дорогами) приблизно за тиждень.
Робота часкі була дуже важкою, тому на державній поштовій службі використовувалися в рамках міти (державного обов'язку) особливо витривалі молоді люди. Для часкі в селищах відбирали лише найздоровіших і прудконогих юнаків у віці від 18 до 20 років. Відповідно міти на посаді часкі член громади працював 1 місяць, що у 3 рази менше ніж на інших роботах.
Часкі, навіть якщо вони були найнижчого походження, що особливо відзначилися, отримували хвалу вищих чиновників імперії. У деяких випадках навіть сам Сапа Інка відзначав особливо виконавчого часкі, нагороджуючи його титулом «айя уаман» або «айя пома». Назви цих титулів були утворені від позначень найбільш швидких тварин, до яких владика прирівнював гінців, що удостоїлися цієї почесті.
І навпаки, неметкого часкі, через повільність якого могла постраждати бездоганна робота поштової служби, інкська юстиція набагато суворіше карала за лінощі, ніж будь-якого іншого громадянина держави. Йому спочатку завдали 50 ударів палицею по голові, а потім, вже мертвого, відрізали обидві ноги, які були винні в недостатньо ретельному виконанні державного завдання.